# Ngôi sao hạnh phúc tuyệt vời
Vì phước tinh quyến rũ hay Ngôi sao hạnh phúc tuyệt vời (tiếng Nga: Звезда пленительного счастья) là những nhan đề một bộ phim của đạo diễn Vladimir Motyl kể về số phận của những người Tháng Chạp và các cô gái của họ, trình chiếu lần đầu vào năm 1975.
Nhan đề phim - Звезда пленительного счастья - là một câu thơ trong bài "Gửi Chaadayev" (К.Чаадаеву) của Pushkin.

## Nội dung
Mở đầu với lời đề tựa "Kính tặng những người phụ nữ của nước Nga !", cơ sở truyện phim là số phận các nhân vật: Hoàng thân Sergey Trubetskoy và vợ - Yekaterina, Hoàng thân Sergey Volkonsky và vợ - Maria, Trung úy Ivan Annenkov và vợ - Praskovia. Tuy nhiên, bộ phim không tập trung khai thác số phận các nhân vật trong nhóm Tháng Chạp mà cố gắng làm nổi bật diễn biến tâm lý và hành động của những người phụ nữ trong cuộc đời họ.
Cốt truyện chủ yếu dựa trên nội dung cuốn "Thăm thẳm dưới những hầm mỏ Siberia" (Во глубине сибирских руд) của Arnold I.Gessen, đôi khi cũng phỏng theo bản trường ca "Những người phụ nữ Nga" (Русские женщины) của Nikolai A.Nekrasov.
Ngày 14 tháng 12 năm 1825, khoảng 3 ngàn binh sĩ dưới sự lãnh đạo của một nhóm sĩ quan đã nổi dậy chống lại sự cai trị độc đoán của Sa hoàng Nikolai I. Cuộc khởi nghĩa thất bại, những người cầm đầu (được gọi là nhóm Tháng Chạp) lần lượt bị bắt, lệnh trừng phạt của Sa hoàng là treo cổ hoặc lưu đày.
Trong số những người bị kết án lưu đày, một số đã có gia đình. Dẫu biết tin dữ, nhưng các cô vợ và người tình của họ kiên quyết đi cùng tới miền đất Siberia xa xôi. Bên cạnh hiện thực bi thảm trong mùa đông Nga giá buốt, vẫn có không ít những khoảnh khắc lãng mạn, trữ tình.

## Diễn viên
- Ирина Купченко — Екатерина Ивановна Трубецкая, княгиня
- Aleksey Batalov — Сергей Петрович Трубецкой, князь
- Наталья Бондарчук — Мария Волконская
- Олег Стриженов — Сергей Григорьевич Волконский, князь
- Эва Шикульска — Полина Гебль-Анненкова, в крещении Прасковья
- Игорь Костолевский — Иван Александрович Анненков, кавалергард
- Лев Иванов — Николай Николаевич Раевский, князь
- Раиса Куркина — Софья Александровна Раевская, княгиня
- Татьяна Панкова — Анненкова-старшая, княгиня
- Александр Пороховщиков — Павел Иванович Пестель
- Виктор Костецкий — Пётр Григорьевич Каховский
- Юрий Родионов — Сергей Иванович Муравьёв-Апостол
- Олег Янковский — Кондратий Федорович Рылеев
- Татьяна Фёдорова — Рылеева, жена декабриста
- Vasily Livanov — император Николай I
- Борис Дубенский — император Александр I
- Иннокентий Смоктуновский — Цейдлер, иркутский губернатор
- Владислав Стржельчик — Лаваль, граф
- Татьяна Окуневская — Лаваль, графиня
- Дмитрий Шилко — Михаил Андреевич Милорадович, граф, генерал от инфантерии
- Игорь Дмитриев — Людвиг Лебцельтерн, австрийский посланник в Петербурге
- Виктор Терехов — Василий Васильевич Левашов
- Евгений Соляков — Павел Васильевич Голенищев-Кутузов, генерал-адъютант
- Аркадий Трусов — Фёдор, камердинер Анненкова
- Алексей Кожевников — Пафнутий
- Станислав Соколов — Карл Фёдорович Толь, генерал-лейтенант, барон
- Дмитрий Бессонов — Карл Васильевич Нессельроде, граф, министр иностранных дел
- Михаил Кокшенов — Никитка, слуга Анненковой-старшей
- Олег Даль — начальник караула в Петропавловской крепости (озвучивает Сергей Юрский)
- Михаил Боярский — декабрист
- Наталья Немшилова (Баркова) — Софья Раевская, младшая сестра Марии Раевской (Волконской)
- Борис Соколов — Александр Раевский, брат Марии Раевской (Волконской)
- Леонид Неведомский — Прохор
- Борислав Брондуков — солдат с известием об аресте
- Юрий Соловьёв — Егор, слуга в доме Раевских
- Александр Суснин — караульный
- Владимир Долинский — эпизод
- Игорь Ефимов — кучер
- Геннадий Нилов — доставивший депешу Трубецкой
- Валентина Панина — Александра Фёдоровна, императрица, жена Николая I
- Вениамин Филимонов

## Ê-kíp
- Biên tập: Ye.Sadovskaya
- Thiết kế sản xuất: Valery Kostrin
- Dựng phim: Dmitry Meskhyev
- Phục trang: Natalia Vasilyeva
- Âm nhạc: Isaak Shvarts, Bulat Okudzhava (lời)
- Chỉ huy dàn nhạc: Yury Temirkanov
- Thể hiện ca khúc: Vladimir Kachan, Svetlana Beloklokova (Качели Lưu trữ ngày 15 tháng 5 năm 2015 tại Wayback Machine)
- Họa sĩ: Valery Kostrin

## Sự kiện thú vị
Василий Ливанов не столь высокого роста, как был император Николай I (2 метра 4 сантиметра).
Султаны из петушиных перьев имели на шляпах не только генералы, как показано в фильме, но также все офицеры, кроме морских.
В сюртуках не танцевали на балу.
Белых мундиров с длинными фалдами, как у Костолевского, в Кавалергардском полку не существовало. Строевой мундир, под названием колет, носили только на службе, и у него были короткие фалды, а для ношения вне службы полагалось два вицмундира с длинными фалдами: один - темно-зеленый, повседневный, другой - красный, праздничный или бальный.